# Cyphon confusus
Cyphon confusus là một loài bọ cánh cứng trong họ Scirtidae. Loài này được Brown miêu tả khoa học năm 1930.